# ليزا فالكنبيرغ
ليزا فالكنبيرغ (بالإنجليزية: Lisa Falkenberg)‏ هي صحفية أمريكية، ولدت في 12 يوليو 1978 في سيغوين في الولايات المتحدة.